# Monday Bar
Monday Bar är en svensk musikevenemangsorganisatör inom elektronisk dansmusik. Nattklubben Monday Bar grundades 1992 i Stockholm av discjockeyn Jonny Johansson (DJ Johnny Boy), som spelade den då ganska okända musikstilen house. Sedan 1994 driver han Monday Bar tillsammans med Staffan Riedelberg. De arrangerar nattklubbar med olika sorters elektronisk dansmusik, ursprungligen främst house och techno, sedermera även trance, goa/psytrance, hardstyle och hardcore techno. Klubbarna har arrangerats på bland annat Sloppys (Fleminggatan), Downtown, Daily News Café, Göta Källare, Kolingsborg, Münchenbryggeriet och Slakthuset.
Sedan 2002 arrangerar Monday Bar temakryssningar på Östersjön upp till fyra gånger per år. Kryssningsfartygen abonneras från Tallink och Silja Line, där de är de mest framgångsrika specialkryssningarna. Ombord spelar såväl världsartister som mindre kända discjockeyer och nykomlingar. Kryssningarna hamnade 2005 på DJ Magazines lista över de 50 coolaste festerna i världen.

## Återkommande evenemang

### Nattklubbar
- Black Weekend
- White Weekend
- Trettondagstrance
- XL
- X-Mas
- NYE

### Kryssningar
- Spring Break Cruise
- Black & White Cruise
- Summer Cruise
- Winter Cruise (Lucia Cruise)